# カリオストロ伯爵夫人
『カリオストロ伯爵夫人』（カリオストロはくしゃくふじん、La Comtesse de Cagliostro）は、モーリス・ルブランの『アルセーヌ・ルパン』シリーズの一篇。1924年発表。20歳のアルセーヌ・ルパンの冒険を扱った物語。
「カリオストロ伯爵夫人」は、作品に登場する謎の女性。マリー・アントワネットが巻き込まれたことで有名な怪人物カリオストロ伯爵の娘だという「カリオストロ伯爵夫人」ジョゼフィーヌ・バルサモと、怪人物ボーマニャン、ラウール・ダンドレジー（若き日のルパン）が、フランス修道院の財宝を巡って三つ巴の争いを演じる。
日本では1924年8月20日から12月19日まで、保篠龍緒の訳で「ルパン怪奇探偵 妖魔の呪」として『東京朝日新聞』夕刊に連載され、連載終了後に東京朝日新聞社出版部から『妖魔の呪』の書名で刊行された。

## カリオストロ4つの謎
本書において、マリー・アントワネットの口から語られカリオストロ伯爵が追い求めていた、ルパンシリーズをつらぬく「4つの謎」が存在する事が明かされる。以下の通り。
- In robore fortuna（幸運の力によりて） - 「女探偵ドロテ」にて解明
- ボヘミア諸王の敷石 - 「三十棺桶島」にて解明
- フランス諸王の富 - 「奇岩城」にて解明
- 七本枝の燭台 - 本書「カリオストロ伯爵夫人」にて解明

## ボンヌショーズ枢機卿
実在の聖職者で、元老院議員にもなった人物（1800年-1883年、フランス語版記事）。モーリス・ルブランやモーパッサンに堅信礼を授けたことでも知られる。

## 関連作品
- モンキー・パンチ原作、宮崎駿監督のアニメ映画『ルパン三世 カリオストロの城』のネーミングは、この作品から取られている。また、ヒロイン・クラリスの名前も、この「カリオストロ伯爵夫人」でルパンと結ばれる最初の妻クラリス・デティーグ嬢の名前から取られている。
- 2004年に製作された映画『ルパン（Arsene Lupin）』（日本では2005年公開）のストーリーの根幹となった作品である。
- 劇団『スタジオライフ』による音楽劇『アルセーヌ・ルパン カリオストロ伯爵夫人』（脚本・演出：倉田淳）が2013年7月に上演された。
- ルーアン市が作ったタブロイド端末用の無料アプリ（La Comtesse de Cagliostro）がある。
- ミュージカル『LUPIN 〜カリオストロ伯爵夫人の秘密〜』（脚本・演出：小池修一郎、2023年11月9日 - 2024年2月11日に帝国劇場ほかにて上演。